# Lechriodus
Lechriodus és un gènere de granotes de la família Myobatrachidae que es troba a l'est d'Austràlia, a Indonèsia i a Nova Guinea.

## Taxonomia
| Nom comú | Nom binomial                           |
| -------- | -------------------------------------- |
|          | Lechriodus aganoposis (Zweifel, 1972)  |
|          | Lechriodus fletcheri (Boulenger, 1890) |
|          | Lechriodus melanopyga (Doria, 1875)    |
|          | Lechriodus platyceps (Parker, 1940)    |